# Luis Nicolao

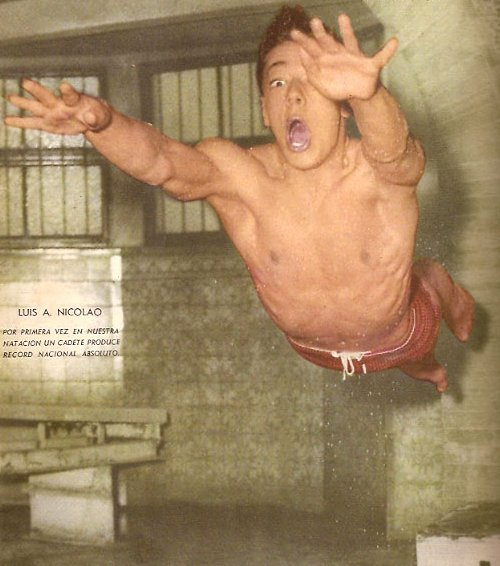
Luis Nicolao

Luis Alberto Nicolao (Buenos Aires, 28 juni 1944) is een voormalig internationaal topzwemmer uit Argentinië, die tweemaal het wereldrecord verbeterde op de 100 meter vlinderslag. Hij deed dat op 24 april 1962 in Rio de Janeiro, waar hij de mondiale toptijd aanscherpte tot 58,4. Drie dagen later verbeterde Nico die tijd opnieuw: 57,0. Mark Spitz ontnam Nicolao ruim vijf jaar later diens wereldrecord.
Nicolao nam namens zijn vaderland driemaal deel aan de Olympische Spelen: 1960 (Rome), 1964 (Tokio) en 1968 (Mexico-Stad). In 1958, op veertienjarige leeftijd, liet hij zich in Cali al kronen tot kampioen van Zuid-Amerika op de 100 meter vlinderslag. Nicolae ging later studeren in de Verenigde Staten, waar zijn oudste zoon later emplooi vond als waterpolocoach.